# 神明神社 (ふじみ野市苗間)
神明神社（しんめいじんじゃ）は、埼玉県富士見市の神社。

## 歴史
創建年代は不明である。ただ江戸時代後期の地誌『新編武蔵風土記稿』に記載されていることから、その頃には既に存在していたものと推測される。昔、村人が伊勢神宮を参拝して御幣を拝受し、それを祀ったのが当社の起源という。
1872年（明治5年）、近代社格制度に基づく「村社」に列せられ、1936年（昭和11年）に「神饌幣帛料供進神社」に指定された。また1889年（明治22年）に周辺の6社が合祀された。

## 文化財
- 絵馬（ふじみ野市指定有形文化財 平成6年9月1日指定）[2]
- けやき（ふじみ野市指定天然記念物 昭和53年4月1日指定）[2]

## 交通アクセス
- ふじみ野駅より徒歩11分。